# Formula Hormisdae
A Formula Hormisdae egy dokumentum, melyet Szent Hormisdas pápa adott ki 517-ben. Követeivel Konstantinápolyba küldte, az ottani klérus számára. Az aláírásra váró formula Róma primátusát hirdeti, aláírójától megköveteli a khalkédóni zsinat döntéseinek elismerését, Akakiosz pátriárka és a monofizita hitelvek megtagadását.
A Formula Hormisdae szövege így kezdődik: Prima salus est, regulam rectae fidei custodire et a constitutis Patrum nullatenus deviare. Et quia non potest Domini Nostri Jesu Christi praetermitti sententia dicentis: Tu es Petrus et super hanc petram aedificabo ecclesiam meam. Haec quae dicta sunt rerum probantur effectibus, quia in sede apostolica immaculata est semper Catholica conservata religio. A latin nyelvű mondat a következőt jelenti. „Biztonság kérdésében első dolog őrködni az odaadó hűség uralma felett és semmi esetre sem eltérni azon írásoktól, melyeket az apostolok fektettek le. És csakugyan, Urunk Jézus Krisztus mondá: Te vagy Péter, a kőszikla és erre a sziklára építem egyházamat. Ezen szavakat nem lehet semmibe venni, ezeket a szavakat alátámasztják az eredmények, mert a katolikus vallás örök szeplőtelensége megőrződött az Apostoli Szék alatt.”